# Pilocarpus peruvianus
Pilocarpus peruvianus är en vinruteväxtart som först beskrevs av J. F. Macbride, och fick sitt nu gällande namn av Kaastra. Pilocarpus peruvianus ingår i släktet Pilocarpus och familjen vinruteväxter. Inga underarter finns listade i Catalogue of Life.